# فيليس كوفيل
فيليس كوفيل (بالإنجليزية: Phyllis Covell)‏ مواليد 22 مايو 1895 في لندن - الوفاة 28 أكتوبر 1982 في إنجلترا، كانت لاعبة كرة مضرب بريطانية. كما أنها إحدى بطلات الجراند سلام. سبق أن شاركت في دورة الألعاب الأولمبية الصيفية.

## النهائيات

### الزوجي: 4 (الألقاب 1, الوصافة 3)
| النتيجة | السنة | الدورة                          | الشريك              | المنافس                          | النتيجة       |
| الفوز   | 1923  | البطولات الوطنية الأمريكية 1923 | كاثلين مكين جودفري  | هازل هوتشكيس وايتمان إليانور جوس | 2–6, 6–2, 6–1 |
| الوصافة | 1924  | ويمبلدون                        | كاثلين مكين جودفري  | هازل هوتشكيس وايتمان هيلين ويلز  | 4–6, 4–6      |
| الوصافة | 1929  | ويمبلدون                        | دوروثي شيبارد بارون | بيغي سوندرز فويب هولكروفت        | 4–6, 6–8      |
| الوصافة | 1929  | البطولات الوطنية الأمريكية 1929 | دوروثي شيبارد بارون | بيغي سوندرز فويب هولكروفت        | 6–2, 3–6, 4–6 |

### الزوجي المختلط: 2 (الألقاب 0, الوصافة 2)
| النتيجة | السنة | الدورة                          | الشريك        | المنافس                    | النتيجة  |
| الوصافة | 1921  | ويمبلدون                        | ماكسويل وسنام | إليزابيث ريان راندولف ليكت | 3–6, 1–6 |
| الوصافة | 1929  | البطولات الوطنية الأمريكية 1929 | بني أوستن     | بيتي ناتال جورج لوت        | 3–6, 3–6 |

## الميداليات
| الميدالية | المسابقة                       |
| --------- | ------------------------------ |
| فضية      | الألعاب الأولمبية الصيفية 1924 |

## روابط خارجية
- فيليس كوفيل على موقع الاتحاد الدولي لكرة المضرب (الإنجليزية)
- فيليس كوفيل على موقع بطولة ويمبلدون (الإنجليزية)
- فيليس كوفيل على موقع خلاصة التنس.كوم (الإنجليزية)
- فيليس كوفيل على موقع اللجنة الأولمبية الدولية (الإنجليزية)
- فيليس كوفيل على موقع أوليمبيديا (الإنجليزية)